# Akaihane
Akaihane (jap. 赤い羽根共同募金, Akaihane kyōdō bokin, wörtlich: „Wohltätigkeitsfond Rote Feder“, engl. Central Community Chest of Japan, kurz: CCCJ)  ist eine gemeinnützige japanische, 1947 gegründete Hilfsorganisation mit Sitz in Tokyo, die nach großen Katastrophen Hilfseinsätze und Spendenaufkommen zwischen den 47 Präfekturen Japans unterstützen und teilweise koordinieren soll.
Die Organisation wurde nach dem Ende des Zweiten Weltkrieges gegründet, einer Zeit, in der in Japan extreme Kriegsschäden aller Art, die Atombombenabwürfe auf Hiroshima und Nagasaki ebenso wie der Zusammenbruch der politischen Strukturen zu bewältigen waren. Es wurden lokale Verwaltungen in allen Präfekturen und eine Zentralverwaltung mit ehrenamtlich tätigen Verwaltungsräten eingerichtet, die 1951 durch ein Sozialversicherungsdienstegesetz (Social Welfare Services Law) offiziell anerkannt wurden. Im Laufe der folgenden Jahrzehnte engagierte sich die CCCJ durch Spendensammlungen, Ausbildung und Organisation von Katastrophenhelfern, Öffentlichkeitsarbeit und Initiativen im Sozialbereich.
Im Jahre 2003 wurde Hanett (はねっと, hanetto) eingerichtet, ein internetgestütztes Kontrollsystem, in dem interessierte Nutzer überprüfen können, wie die an die CCCJ bezahlten Spenden verwendet werden.